# Carl Graeb
Carl Georg Anton Graeb (født 18. marts 1816 i Berlin, død 8. april 1884 sammesteds) var en tysk arkitekturmaler. 
Graeb, der var elev af svigerfaderen Johann Gerst, dyrkede dekorationsfaget og oplærtes på akademiet i arkitektur- og landskabsgenren. Han blev 1851 hofmaler og 1855 professor ved Berlins Akademi. Han hører til Tysklands betydeligste arkitekturmalere og har fornemmelig malet gotisk bygningskunst (interiører), i olie og vandfarve, med dygtigt malerisk foredrag, der udpenslende gør rede for alle enkeltheder, men samtidig sikkert fastholder den perspektiviske helhed og samler alle detaljer i fint clairobscur: Korsgang i domkirken i Regensburg (1853), Kor i Halberstadt Domkirke (1854, den Ravenéske samling i Berlin, som også ejer Fontana Medina i Napoli), Scaligernes grave i Verona (1859), Mansfelds grave i Andreaskirken i Eisleben (1860), Koret i Sankt Georg i Tübingen, Synagoge i Prag (1876) og mange flera. Til Berlins Museum malede han vægbillederne Det gamle Athen og Olympia (1850'erne); fra samme tid findes smukke akvarelprospekter fra Potsdam m. v. for den kongelige familie. Sønnen Paul Graeb (1842—92) uddannede sig efter faderen som arkitekturmaler og udførte senere fine arkitektoniske interiører.